# Provincia de Paucartambo
La provincia de Paucartambo es una de las trece provincias que conforman el departamento del Cuzco, bajo la administración del Gobierno regional del Cuzco, Perú. Limita al norte con el departamento de Madre de Dios, al este y al sur con la provincia de Quispicanchi, y al oeste con la provincia de Calca.

## Historia
Corresponde al antiguo corregimiento de los Andes. Entre sus principales corregidores, se hallan Manuel de Zamudio (siglo XVII) y Pedro Flórez de Cienfuegos (siglo XVIII). Administrativamente, la provincia fue creada el 21 de junio de 1825, por disposición del Libertador, Simón Bolívar.

## División política
La provincia tiene una extensión de 6295,01 km² y se divide en 6 distritos:
- Paucartambo
- Caicay
- Challabamba
- Colquepata
- Kosñipata
- Huancarani

## Población
La provincia tiene una población de 47 313 habitantes.

## Capital
La capital de esta provincia es la ciudad de Paucartambo.

## Autoridades

### Regionales
- Consejeros regionales
  - 2019-2022[1]

  1. Braulio Elías Yabar Llanos (Movimiento Regional Acuerdo Popular Unificado)
  2. José Leonardo Melo Ccopa (Movimiento Regional Tawantinsuyo)

### Municipales
Miriam Magda Hancco Huallpa, alcaldesa en 2022-2026
- 2019-2022[1]
  - Alcalde: Edgar Mamani Quispe, de Movimiento Regional Acuerdo Popular Unificado.
  - Regidores:

  1. Edwin Macedo Rozas (Movimiento Regional Acuerdo Popular Unificado)
  2. Genaro Turpo Álvaro (Movimiento Regional Acuerdo Popular Unificado)
  3. Teófilo Quispe Jara (Movimiento Regional Acuerdo Popular Unificado)
  4. Celia Mercedes Gonzales Villalba (Movimiento Regional Acuerdo Popular Unificado)
  5. Feliciano Hancco Amao (Movimiento Regional Acuerdo Popular Unificado)
  6. Sofía Champi Quispe de Samata (Movimiento Regional Acuerdo Popular Unificado)
  7. Fernando Florencio Saraya Pacha (Movimiento Regional Tawantinsuyo)
  8. Gilberto Quispe Salas (Alianza para el Progreso)
  9. Francisco Quispe Yana (Movimiento Etnocacerista Regional del Cusco)

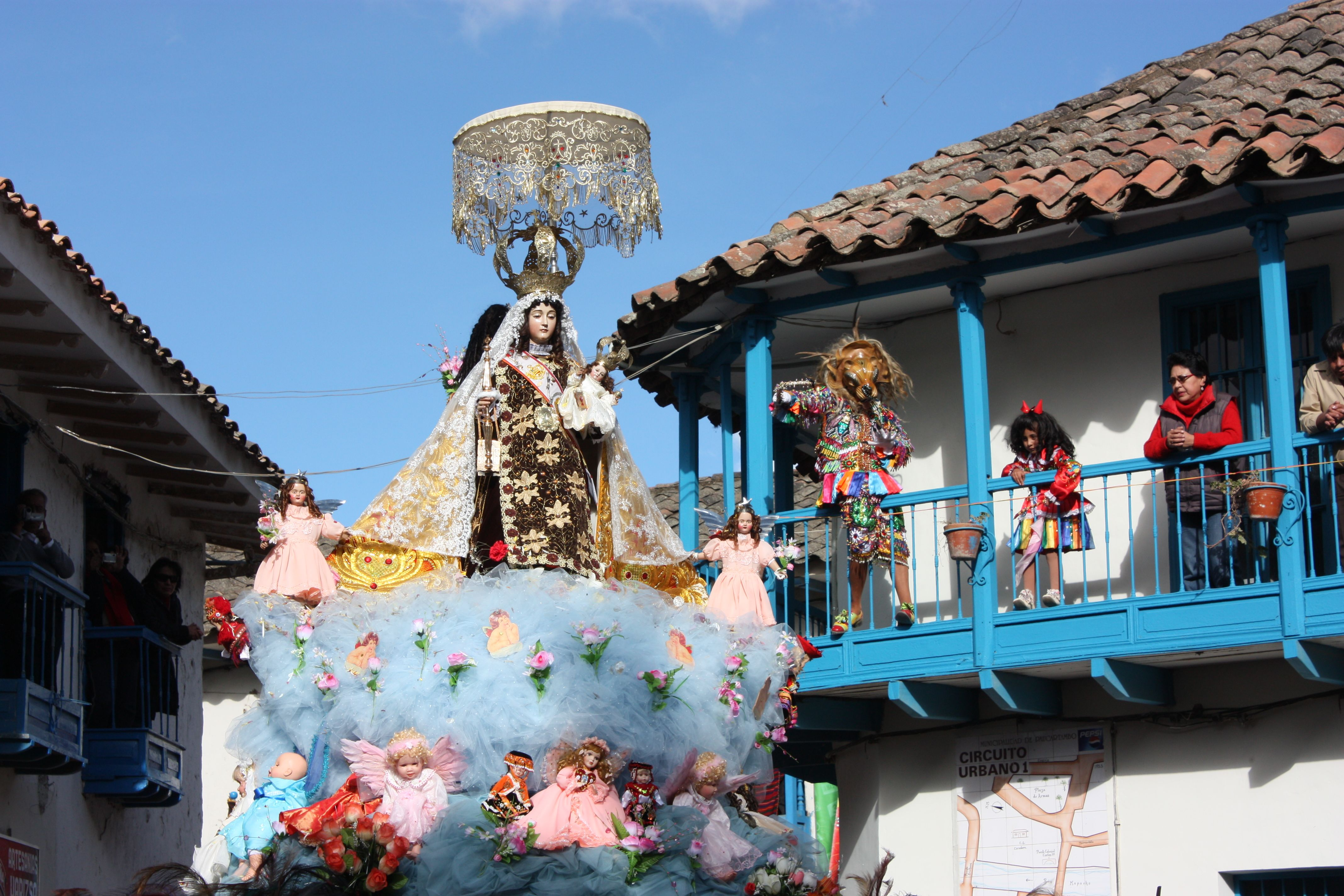
Fiesta de la Virgen del Carmen de Paucartambo, declarada Patrimonio Cultural de la Nación en 2006.

## Festividades
- 15-18 de julio: Virgen del Carmen de Paucartambo

- 8 de octubre: Virgen del Rosario
- 1 de noviembre: Fiesta de Todos los Santos
- 3 de febrero: Aniversario de la coronación pontificia de la Virgen del Carmen
- Festival carnavalesco: Charcay Paucartambino
- Semana Santa (Señor de Lunes Santo, Señor de la Sentencia, Señor de la Caída, Santo Sepulcro, Virgen Dolorosa, etc.)
- 3 de mayo: Cruz Velacuy (Señor de Ccolcca, Conchupata, Yawarpata, Tres Cruces, Cruz Pampa, etc.)
- 21 de junio: Aniversario de creación política